# Старе (Михаловце)
Старе (слч. Staré) насељено је мјесто са административним статусом сеоске општине (слч. obec) у округу Михаловце, у Кошичком крају, Словачка Република.

## Становништво
| Година:    | 1994. | 2004.   | 2014.   | 2024.   |
| ---------- | ----- | ------- | ------- | ------- |
| Број људи: | 824   | 805     | 788     | 764     |
| Разлика:   |       | -2,30 % | -2,11 % | -3,04 % |

| Година:    | 2023. | 2024.   |
| ---------- | ----- | ------- |
| Број људи: | 762   | 764     |
| Разлика:   |       | +0,26 % |

Према подацима о броју становника из 2011. године насеље је имало 792 становника.